# Uno Lõhmus
Uno Lõhmus (* 21. Oktober 1952 in Mõisaküla; † 7. August 2024) war ein estnischer Jurist.

## Werdegang
Uno Lõhmus schloss 1976 sein Studium der Rechtswissenschaft an der Universität Tartu ab. Ab 1977 war er als Rechtsanwalt tätig. 1986 wurde er an der Universität Leningrad promoviert. 1992, kurz nach Wiedererlangung der estnischen Unabhängigkeit, gründete Lõhmus mit Partnern die Rechtsanwaltskanzlei Lillo & Lõhmus in Tartu.
Von 1994 bis 1998 war Uno Lõhmus Richter am Europäischen Gerichtshof für Menschenrechte in Straßburg, von 1998 bis 2004 Vorsitzender des estnischen Staatsgerichtshofs in Tartu. Vom 11. Mai 2004 bis 23. Oktober 2013 war Uno Lõhmus estnischer Richter am Europäischen Gerichtshof in Luxemburg.
Daneben war Uno Lõhmus Dozent für Strafrecht an der Universität Tartu. Er trat als Autor zahlreicher rechtswissenschaftlicher Publikationen, vor allem zum internationalen Menschenrechtsschutz und zum Verfassungsrecht, in Erscheinung.

## Privatleben
Uno Lõhmus war verheiratet und hatte zwei Kinder.